# Мелен (Кот-д’Армор)
Меле́н (фр. Meslin, брет. Melin) — коммуна во Франции, находится в регионе Бретань. Департамент — Кот-д’Армор. Входит в состав кантона Ламбаль. Округ коммуны — Сен-Бриё.
Код INSEE коммуны — 22151.

## География
Коммуна расположена приблизительно в 370 км к западу от Парижа, в 80 км северо-западнее Ренна, в 16 км к востоку от Сен-Бриё.

## Население
Население коммуны на 2008 год составляло 922 человека.
| 1962 | 1968 | 1975 | 1982 | 1990 | 1999 | 2008 |
| ---- | ---- | ---- | ---- | ---- | ---- | ---- |
| 548  | 571  | 533  | 566  | 655  | 700  | 922  |

## Экономика
В 2007 году среди 560 человек в трудоспособном возрасте (15—64 лет) 450 были экономически активными, 110 — неактивными (показатель активности — 80,4 %, в 1999 году было 75,1 %). Из 450 активных работали 435 человек (229 мужчин и 206 женщин), безработных было 15 (9 мужчин и 6 женщин). Среди 110 неактивных 37 человек были учениками или студентами, 50 — пенсионерами, 23 были неактивными по другим причинам.

## Достопримечательности
- Замок Каргуэ (XVII век). Исторический памятник с 1992 года[3]
- Церковь Свв. Петра и Павла (XIV век)
- Усадьба Карлан
- Крытый проход, менгир, дольмен Ланд-дю-Гра (эпоха неолита). Исторический памятник с 1962 года[4]

## Города-побратимы
- Мелен-л’Эвек (Бельгия, с 1980)[5]

## Фотогалерея
- Ланд-дю-Гра
- Ланд-дю-Гра
- Ланд-дю-Гра
- Карта коммуны